# Emerald (Automarke)
Emerald war eine britische Automarke.

## Unternehmensgeschichte
Das Unternehmen Douglas S. Cox & Co. aus West Norwood in London begann 1903 mit der Produktion von Automobilen. Der Markenname lautete Emerald. 1904 endete die Produktion. Später fertigte das Unternehmen den Osterfield.

## Fahrzeuge
Das einzige Modell war eine Voiturette. Ein Einzylindermotor mit 4 PS Leistung trieb über einen Riemen die Hinterachse an. Das Getriebe hatte zwei Gänge.